# Astiphromma simile
Astiphromma simile är en stekelart som beskrevs av Dasch 1971. Astiphromma simile ingår i släktet Astiphromma och familjen brokparasitsteklar. Inga underarter finns listade.